# Aznalcázar
Aznalcázar település Spanyolországban, Sevilla tartományban. Aznalcázar Almonte, Hinojos, Villamanrique de la Condesa, Pilas, Benacazón, Umbrete, Bollullos de la Mitación, La Puebla del Río, Isla Mayor, Trebujena és Sanlúcar de Barrameda községekkel határos. Lakosainak száma 4886 fő (2024).

## Népesség
A település népessége az elmúlt években az alábbi módon változott:
| Lakosok száma | 3522 | 3613 | 3860 | 4064 | 4260 | 4349 | 4493 | 4586 | 4664 | 4886 |
|               | 2001 | 2004 | 2007 | 2009 | 2012 | 2014 | 2017 | 2019 | 2022 | 2024 |